# فقر الدم
فقر الدم وأحيانا تسمى الأنيميا هو حالة تتطور عندما تكون هناك كميات أقل من المعتاد من خلايا الدم الحمراء السليمة أو الهيموجلوبين في الدم. عندما يحدث فقر الدم ببطء، غالبا ما تكون الأعراض غامضة وقد تشمل شعور بالتعب، صداع، ضيق تنفس وضعف القدرة على بذل مجهود. عندما يظهر فقر الدم بسرعة، قد تشمل الأعراض الارتباك، شعور الشخص بأنه سيفقد وعيه، فقدان الوعي، وزيادة العطش. يجب أن يكون فقر الدم ملحوظا قبل أن يصبح الشخص شاحبا بشكل واضح. قد تحدث أعراض إضافية اعتمادا على السبب الأساسي. بالنسبة للأشخاص الذين يحتاجون إلى جراحة، يمكن أن يزيد فقر الدم من خطر الحاجة إلى نقل الدم بعد الجراحة. يمكن أن يكون فقر الدم مؤقتا أو مزمنا ويمكن أن يتراوح من خفيف إلى شديد.
قد يحدث فقر الدم بسبب النزيف، وانخفاض إنتاج خلايا الدم الحمراء، وزيادة تكسير خلايا الدم الحمراء. تشمل أسباب النزيف، نزيف بسبب التهاب في المعدة أو الأمعاء، نزيف من الجراحة، إصابة خطيرة، أو التبرع بالدم. تشمل أسباب انخفاض الإنتاج نقص الحديد، نقص فيتامين بي12، نقص الفولات، والثلاسيميا وعدد من أورام نخاع العظام. تشمل أسباب الانهيار المتزايد الحالات الوراثية مثل فقر الدم المنجلي، العدوى مثل الملاريا، وبعض أمراض المناعة الذاتية. يمكن أيضا تصنيف فقر الدم بناء على حجم خلايا الدم الحمراء وكمية الهيموجلوبين في كل خلية. إذا كانت الخلايا صغيرة، فإنها تسمى فقر الدم صغير الكريات؛ إذا كانت كبيرة، فإنها تسمى فقر الدم كبير الكريات؛ وإذا كانت ذات حجم طبيعي، فإنها تسمى فقر الدم سوي الكريات. يتم التشخيص عن طريق اختبارات الدم عادة تعداد الدم الكامل، ويعتمد تشخيص فقر الدم عند الرجال على خضاب (هيموغلوبين) أقل من 130 إلى 140 جم / لتر (13 إلى 14 جم / ديسيلتر)؛ في النساء، يكون أقل من 120 إلى 130 جم / لتر (12 إلى 13 جم / ديسيلتر). يلزم إجراء مزيد من الاختبارات لتحديد السبب.
عدد كبير من المرضى الذين تم تشخيص إصابتهم بفقر الدم الناجم عن مرض مزمن لا يعانون من التهاب نشط أو مشاكل في النظام الغذائي. يشمل ذلك العديد من الأشخاص الذين يعانون من انخفاض في تحميل الأطراف، مثل مرضى النخاع الشوكي وكبار السن من ذوي القدرة المحدودة على الحركة.
يعتمد علاج فقر الدم على النوع أو السبب الكامن ومدى خطورته. تستفيد مجموعات معينة من الأفراد، مثل النساء الحوامل، من استخدام مكملات الحديد للوقاية. لا ينصح بالمكملات الغذائية، دون تحديد السبب المحدد. يعتمد استخدام عمليات نقل الدم عادة على علامات وأعراض الشخص. بالنسبة لأولئك الذين لا يعانون من أعراض، لا يوصى بإستخدامهم إلا إذا كانت مستويات الهيموجلوبين أقل من 60 إلى 80 جم / لتر (6 إلى 8 جم / ديسيلتر). قد تنطبق هذه التوصيات أيضا على بعض الأشخاص المصابين بالنزيف الحاد. يوصى باستخدام عوامل تحفيز تكوين الكريات الحمر فقط في المصابين بفقر الدم الشديد.
فقر الدم هو أكثر اضطرابات الدم شيوعًا، حيث يصيب حوالي ثلث سكان العالم. يؤثر فقر الدم الناجم عن عوز الحديد على ما يقرب من مليار شخص. في عام 2013، أدى فقر الدم الناجم عن عوز الحديد إلى حوالي 183000 حالة وفاة - بانخفاض عن 213000 حالة وفاة في عام 1990. هذه الحالة هي الأكثر انتشارا عند الأطفال مع انتشار أعلى من المتوسط لدى كبار السن والنساء في سن الإنجاب (خاصة أثناء الحمل). يزيد فقر الدم من تكاليف الرعاية الطبية ويقلل من إنتاجية الشخص من خلال انخفاض القدرة على العمل. أشتق الاسم من اليونانية القديمة: ἀναιμία أنيميا، وتعني «نقص الدم»، من ἀν-، «لا» وαἷμα، «الدم».

## الأعراض

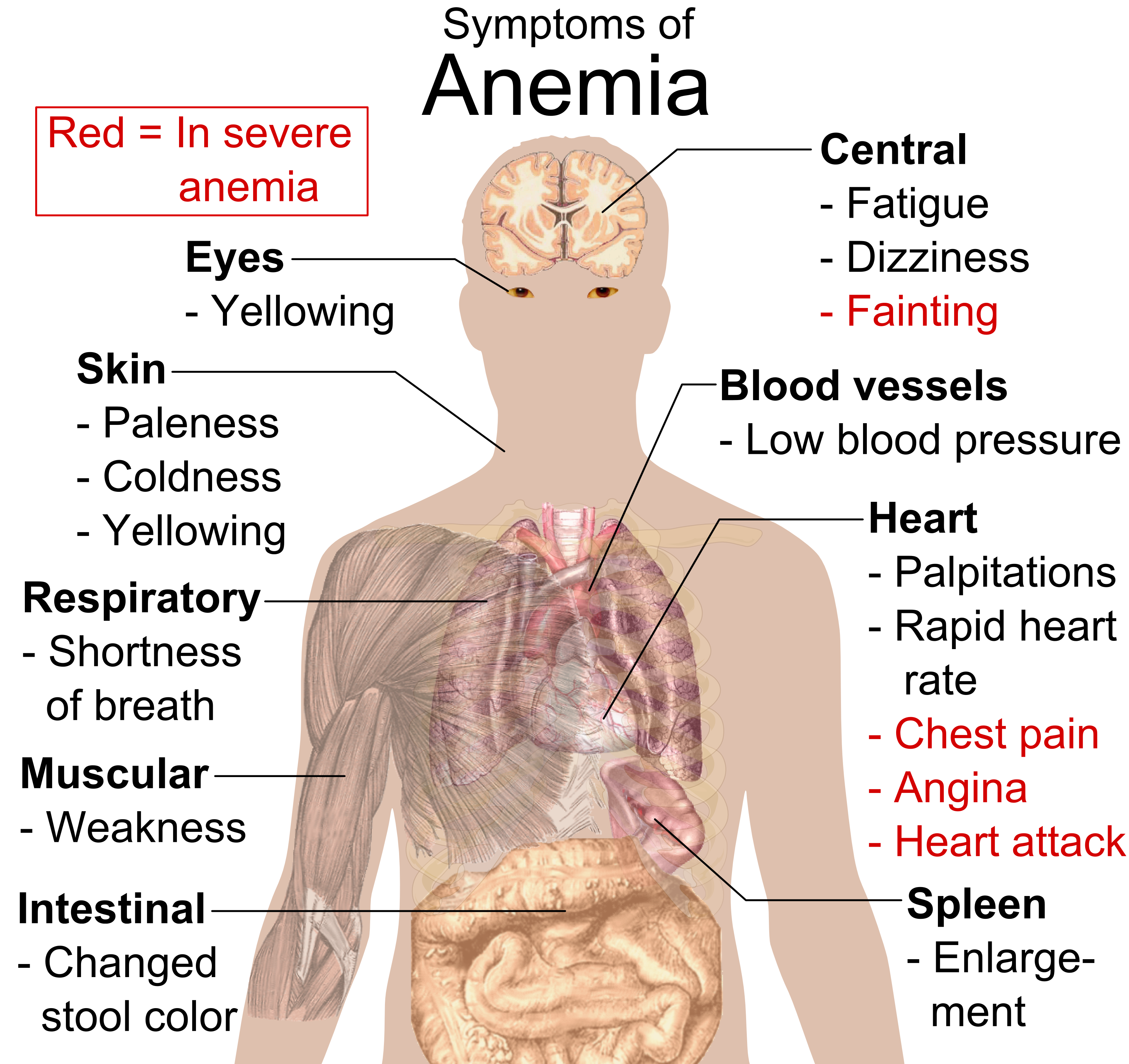
الأعراض الرئيسية التي قد تظهر في فقر الدم

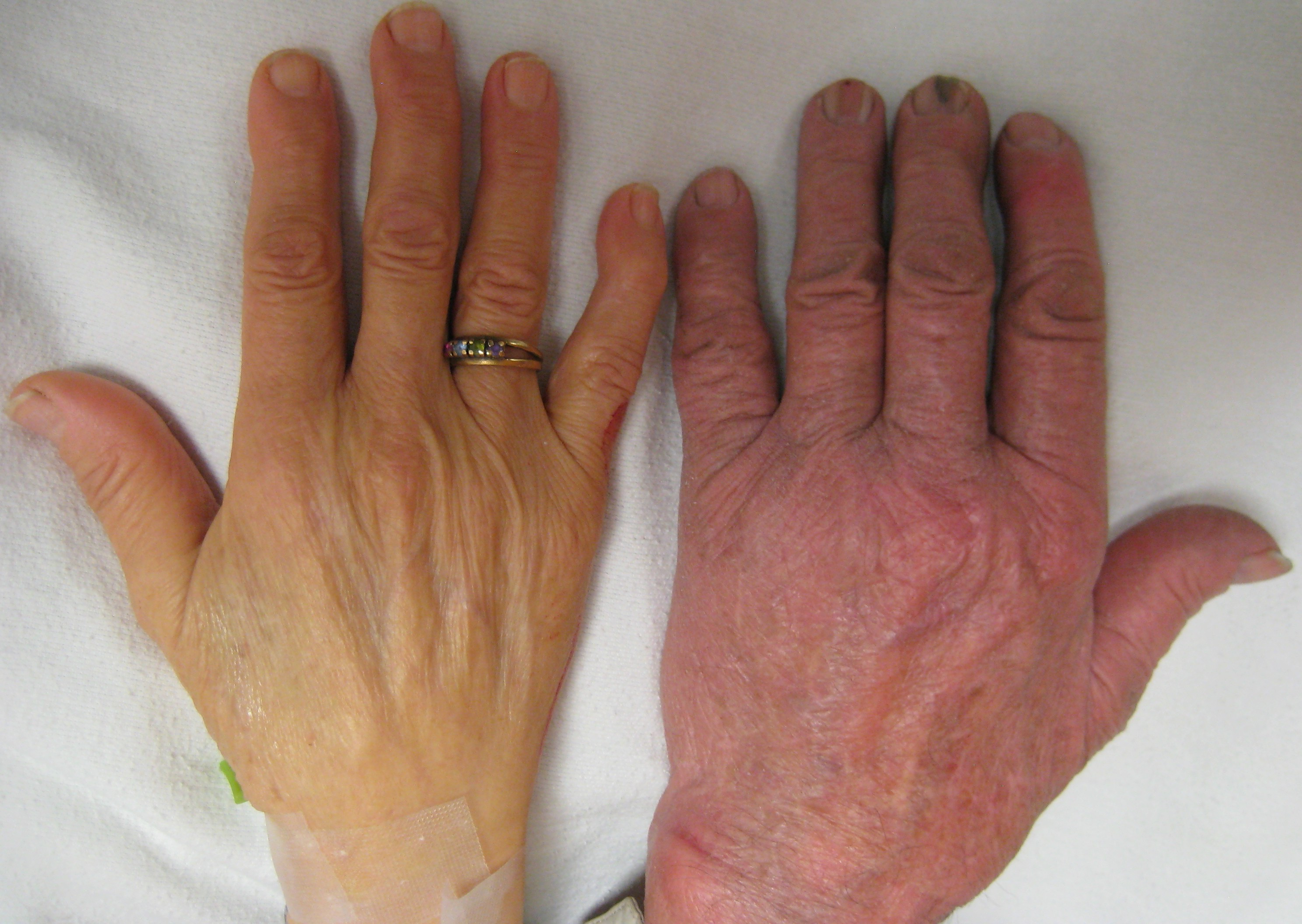
يد شخص يعاني من فقر الدم الحاد (على اليسار، مرتديا خاتما) مقارنة بواحد بدون (على اليمين)

قد لا يكون لدى الشخص المصاب بفقر الدم أي أعراض، اعتمادا على السبب الكامن، وقد لا تلاحظ أي أعراض، إذ يكون فقر الدم خفيف في البداية، ثم تصبح الأعراض أكثر سوءا مع تفاقم فقر الدم. قد يبلغ الأشخاص المصابون بفقر الدم بالشعور بالتعب، الضعف، انخفاض القدرة على التركيز، وأحيانا ضيق في التنفس عند بذل مجهود. هذه الأعراض غير محددة ولا تظهر أي من الأعراض وحدها أو مجتمعة قيمة تنبؤية جيدة لوجود فقر الدم في المرضى غير السريريين.

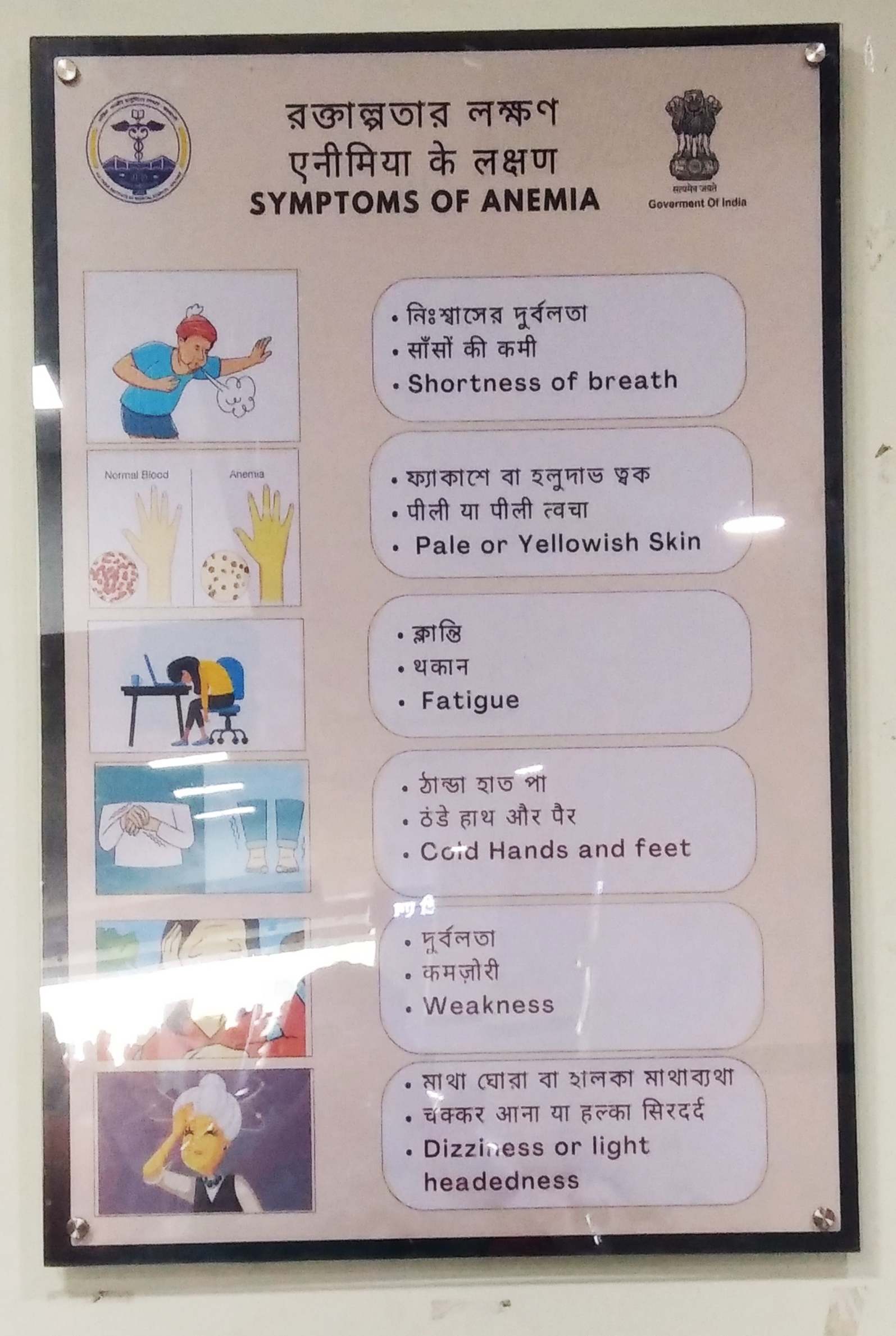
أعراض فقر الدم تم كتابتها باللغة البنغالية، الهندية، والإنجليزية على لوحة في معهد عموم الهند للعلوم الطبية، كالياني، البنغال الغربية.

يمكن أن تكون أعراض فقر الدم بطيئة أو سريعة. في البداية قد تكون هنالك أعراض خفيفة أو معدومة. إذا كان تطور فقر الدم بطيء فمن الممكن ألا تظهر أية أعراض، قد يتكيف الجسم معوضا هذا التغيير. في هذه الحالة، قد لا تظهر أي أعراض حتى يصبح فقر الدم أكثر حدة. يمكن أن تشمل الأعراض شعور بالتعب، ضعف، دوخة، صداع، ضعف القدرة على بذل مجهود، انخفاض القدرة على التركيز، ضيق في التنفس، عدم انتظام أو سرعة ضربات القلب، برودة اليدين والقدمين، عدم تحمل البرد، فقدان الشهية، شحوب أو أصفرار البشرة، كدمات أو نزيف سهل، ضعف العضلات. غالباً مايكون لفقر الدم الذي يتطور بسرعة أعراض أكثر حدة، بما في ذلك، شعور بالأغماء، ارتباك، ألم الصدر، تعرق، ازدياد العطش. قد تكون هناك أيضا أعراض إضافية اعتمادا على السبب الأساسي.
في فقر الدم الشديد جدا، قد يعوض الجسم عن نقص قدرة الدم على حمل الأكسجين عن طريق زيادة النتاج القلبي. قد يعاني المريض من أعراض مرتبطة بذلك، مثل الخفقان، والذبحة الصدرية (إذا كانت هناك أمراض القلب الموجودة مسبقا)، والتشنج المتقطع للساقين، وأعراض قصور القلب.
عند الفحص، قد تشمل العلامات المعروضة الشحوب (الجلد الشاحب، وبطانة الغشاء المخاطي، والملتحمة، وتكسر الأظافر)، ولكن هذه ليست علامات موثوقة.
قد يظهر فقر الدم الناجم عن عوز الحديد مع الأظافر على شكل ملعقة، متلازمة تململ الساقين، وشهوة الغرائب (تشير الحالة الطبية إلى الرغبة في الأشياء التي ليست طعاما، مثل الثلج والتراب، وما إلى ذلك). قد يؤدي فقر الدم الناجم عن عوز فيتامين بي12 إلى صعوبة في التفكير، فقدان الذاكرة، الارتباك، تغيرات الشخصية والمزاج، الاكتئاب، صعوبة المشي، عدم وضوح الرؤية، وتلف الأعصاب الذي لا رجعة فيه. قد يلاحظ التلوين الأزرق للتصلب في بعض حالات فقر الدم الناجم عن عوز الحديد أيضا. قد يكون للأسباب المحددة الأخرى لفقر الدم علامات ومضاعفات مثل، اليرقان مع الانهيار السريع لخلايا الدم الحمراء كما هو الحال مع فقر الدم الانحلالي، تشوهات العظام مع الثلاسيميا الكبرى، أو قرحة الساق كما هو يرى في مرض الخلايا المنجلية. في فقر الدم الأكثر خطورة، قد تكون هناك علامات على فرط الدورة الدموية الديناميكية: سرعة أو عدم انتظام ضربات القلب، النبض القوي، لغط وظيفي، وتضخم البطين القلبي. قد تكون هناك علامات على قصور القلب.

## الأسباب
يمكن تصنيف أسباب فقر الدم على أنها ضعف في إنتاج خلايا الدم الحمراء، وزيادة تدمير خلايا الدم الحمراء (فقر الدم الانحلالي)، وفقدان الدم وزيادة السوائل (فرط حجم الدم). العديد من هذه قد تتفاعل لتسبب فقر الدم. السبب الأكثر شيوعًا لفقر الدم هو فقدان الدم، ولكن هذا عادة لا يسبب أي أعراض دائمة ما لم يتطور إنتاج كرات الدم الحمراء الضعيفة نسبيا، بدوره، بشكل أكثر شيوعا بسبب نقص الحديد.

### ضعف الإنتاج
قد ينتج الجسم عددا قليلا جدا من خلايا الدم الحمراء أو قد لا تعمل الخلايا المُنتجة بالشكل السليم. وفي كلتا الحالتين، يمكن أن تظهر أعراض فقر الدم. كريات الدم الحمراء قد تكون مشوهة بسبب بناءها بشكل غير طبيعي، أو بسبب نقص في المعادن والفيتامينات اللازمة لعملها بشكل صحيح. الحالات المرتبطة تشمل ما يلي:
- مشاكل في نخاع العظم والخلايا الجذاعيه قد تمنع الجسم من إنتاج ما يكفي من كريات الدم الحمراء. بعض من الخلايا الجذعيه الموجودة في نخاع العظم تتطور إلى كريات الدم الحمراء. إذا كانت الخلايا الجذعية قليلة جدا، مصابة بعيوب، أو يتم استبدالها بخلايا أخرى (مثل خلايا السرطان)، فقد يؤدي ذلك إلى فقر الدم. فقر الدم الناجم عن مشاكل نخاع العظم أو الخلايا الجذعيه تشمل ما يلي:
  - فقر الدم اللاتنسجي: فقر الدم اللاتنسجي وتحدث عندما يكون هناك انخفاض ملحوظ في عدد الخلايا الجذعية أو حالة عدم وجود هذه الخلايا.[29] يمكن للإصابة أن تكون وراثية ويمكن أن تحدث دون سبب واضح، يمكن أيضا أن تحدث عند حدوث إصابة في نخاع العظام بسبب الأدوية، الإشعاع، العلاج الكيميائي، أو الالتهابات.
  - فقر الدم بسبب اضطرابات الغدد الصماء.
  - فقر الدم المرتبط بمشاكل أخرى: عادة ما يحدث ذلك عند عدم وجود ما يكفي من الهرمونات الضروريه لإنتاج كريات الدم الحمراء. أسباب حدوث مثل هذا النوع من الأنيميا تشمل ما يلي:
    - فقر الدم الناجم عن الفشل الكلوي[29] بسبب عدم كفاية إنتاج هرمون الإريثروبويتين
    - قصور الدرقية
    - أمراض مزمنه أخرى. وتشمل السرطان، الالتهابات، وأمراض المناعة الذاتية مثل الذئبة أو التهاب المفاصل الروماتزمي

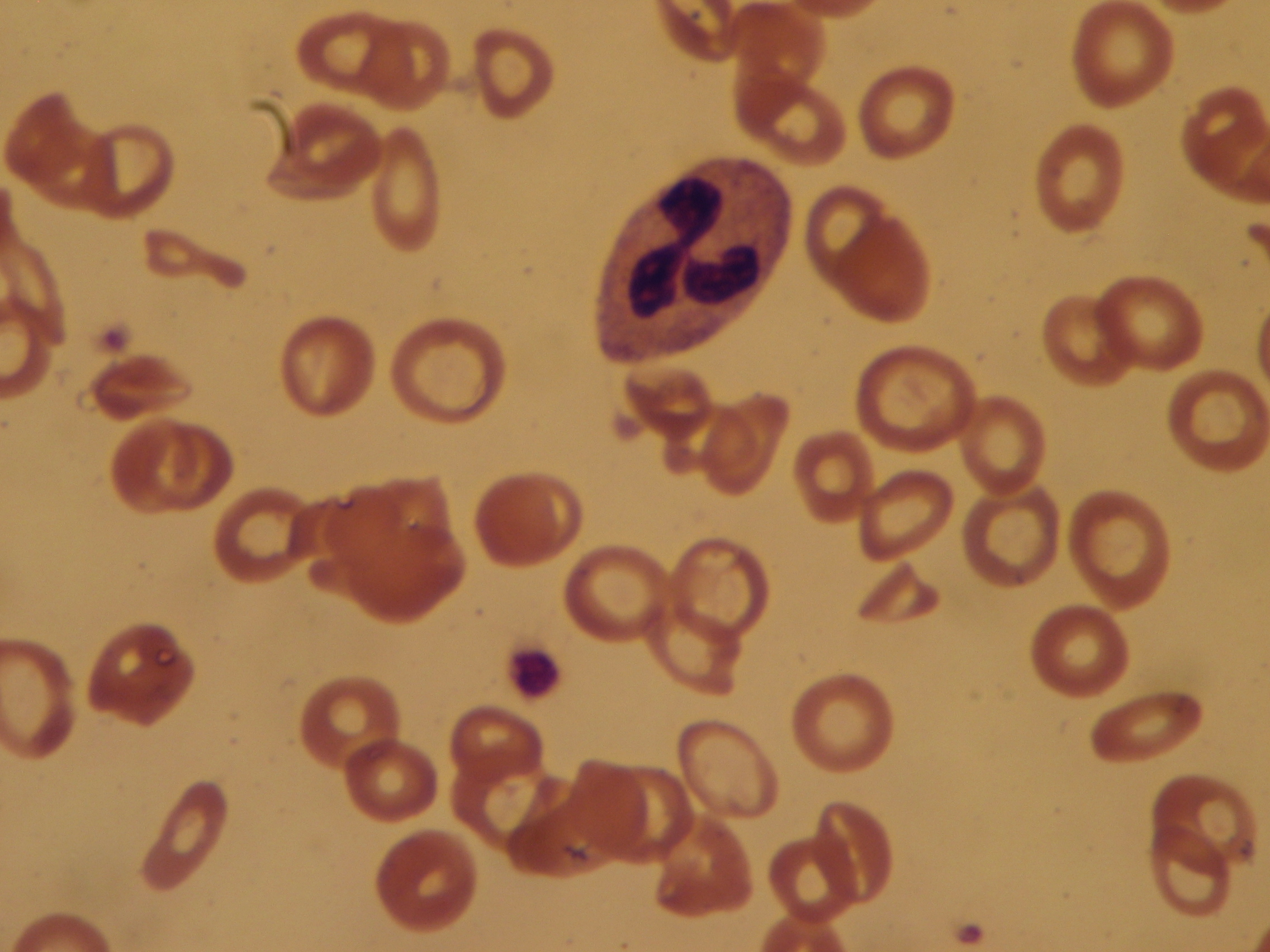
لكريات دم حمراء مصابة بفقر دم عوز الحديد.

- مشاكل في تكاثر وتقيح أرومة الحمراء:
  - فقر الدم الخبيث[29] هو شكل من أشكال فقر الدم الضخم الأرومات الناجم عن نقص فيتامين بي12 الذي يعتمد على ضعف امتصاص فيتامين بي12 بسبب فقدان العامل الجوهري. يؤدي نقص فيتامين بي12 الغذائي إلى فقر الدم الضخم الأرومات-غير الخبيث
  - فقر الدم الناجم عن نقص حمض الفوليك،[29] كما هو الحال مع فيتامين بي12، يسبب فقر الدم الضخم الأرومات
  - فقر الدم الخداج، يحدث من خلال انخفاض استجابة الإريثروبويتين لانخفاض مستويات الهيماتوكريت، إلى جانب فقدان الدم من الاختبارات المعملية، بشكل عام في الأطفال الخدج في عمر أسبوعين إلى ستة أسابيع
  - فقر الدم الناجم عن عوز الحديد، مما يؤدي إلى نقص تخليق الهيم[29]
  - الثلاسيميا، مما يسبب نقص تخليق الجلوبيين[29]
  - فقر الدم بخلل تكون الكريات الحمر الخلقي، مما يسبب تكون الكريات الحمر غير الفعالة
  - فقر الدم الناجم عن الفشل الكلوي[29] (يسبب أيضا خللا في الخلايا الجذعية)

- الآليات الأخرى لضعف إنتاج كرات الدم الحمراء:
  - فقر الدم النخاعي هو نوع حاد من فقر الدم ينتج عن استبدال نخاع العظام بمواد أخرى، مثل الأورام الخبيثة أو التليف أو الأورام الحبيبية
  - متلازمة خلل التنسج النخاعي
  - فقر الدم الناجم عن الالتهاب المزمن
  - ينتج فقر الدم الكريات البيض عن آفات تشغل حيزا في نخاع العظام والتي تمنع الإنتاج الطبيعي لخلايا الدم

### زيادة التحطيم
يتم تصنيف فقر الدم الناجم عن زيادة انهيار خلايا الدم الحمراء بشكل عام على أنه فقر الدم الانحلالي. تتميز هذه الأنواع عموما باليرقان، ومستويات مرتفعة من هيدروجيناز اللاكتات.
- كريات دم حمراء مصابة بفقر الدم المنجلي

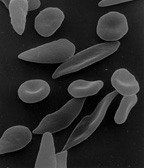
كريات دم حمراء مصابة بفقر الدم المنجلي

- فقر الدم المنجلي هو خلل وراثي يصيب بشكل خاص الأمريكيين من أصل أفريقي، حيث تأخذ كريات الدم الحمراء شكل الهلال بسبب عيب وراثي. تتحطم هذه الخلايا بسرعة أكبر من الخلايا الطبيعية، مما لا يعطي فرصة لوصول الأكسجين إلى أعضاء الجسم بالكميات اللازمة، وبالتالي يصاب الشخص بفقر دم. أيضاً هذه الخلايا (التي هي على شكل هلال) تعلق بسهولة ضمن الأوعية الدموية الدقيقة مما يسبب الألم.
- التفول: فقر الدمِ الناجم عن عوز سداسي فوسفات الجلوكوز النازع للهيدروجين (G6PD).
- الإجهاد والالتهابات، والأدوية، أو السموم مثل سم العنكبوت والثعابين، أو بعض الأطعمة.
- السموم الناتجة في الجسم بسبب الأمراض المزمنة المتقدمة في الكلى والكبد.
- هجوم خاطئ من قبل جهاز المناعة (والذي يسمى انحلال الوليد عندما يصيب الجنين أثناء الحمل).
- تعديل الاوعية الدموية، صمامات القلب الاصطناعية، والأورام، الحروق الخطيرة، والتعرض للمواد الكيميائية، وارتفاع ضغط الدم الشديد، واضطرابات التخثر.
- وفي حالات نادرة، يمكن لطحال متضخم أن يصطاد كريات الدم الحمراء ويدمرها قبل أن يأتي وقت التخلص منها.

### فقدان الدم
كريات الدم الحمراء تفقد خلال النزيف، مثل هذه العملية يمكن أن تحدث ببطء على مدى فترة طويلة من الزمن، وكثيرا ما يمكن أن تحدث دون أن تكتشف. هذا النوع من النزيف المزمن ينتج بسبب:
- الإصابة[31] أو الجراحة، مما يسبب فقدانا حادا للدم.

- حالات مرضية ضمن المعدة والأمعاء مثل القرحة، ضعف الإنتاج

- البواسير، التهاب المعدة والسرطان
- استخدام العقاقير المضادة للالتهابات اللاستيروئيدية (NSAIDS) مثل الأسبرين أو موترين غير الستيرويدي
- الحيض والولادة لدى النساء، وخاصة إذا كان نزيف الحيض كثيفا جدا، أو في التكرار المستمر للحمل.

في بعض الأحيان، نقص حجم الدم يدرج أيضا في تعريف فقر الدم، وذلك لأن في حالة انخفاض حجم الدم بسبب نزيف، هناك انخفاض غير مباشر لتركيز الهيموغلوبين نتيجة تحول السائل الخلوي إلى البلازما أثناء عملية إعادة توزيع السوائل. ولا يزال هناك أسباب أخرى لانخفاض حجم الدم مثل الجفاف أو القيء، لا تسبب نقص في عدد كريات الدم الحمراء أو الهيموجلوبين، بل بالعكس تؤدى إلى زيادة تركيز الهيموجلوبين في الدم، وهو ما يتعارض مع التعريف العام لفقر الدم.

### التهاب الأمعاء
يمكن أن تسبب بعض اضطرابات الجهاز الهضمي فقر الدم. الآليات المعنية متعددة العوامل ولا تقتصر على سوء الامتصاص ولكنها تتعلق بشكل أساسي بالتهاب الأمعاء المزمن، والذي يسبب خلل في تنظيم مادة الهيبسيدين مما يؤدي إلى انخفاض وصول الحديد إلى الدورة الدموية.
- عدوى الملوية البوابية (جرثومة المعدة).[34]
- الاضطرابات المرتبطة بالغلوتين: الداء البطني غير المعالج[34] وحساسية الغلوتين غير الداء البطني.[35] يمكن أن يكون فقر الدم هو المظهر الوحيد للداء البطني، في غياب أعراض الجهاز الهضمي أو أي أعراض أخرى.[34][35]
- مرض التهاب الأمعاء.[36][37]

## التشخيص

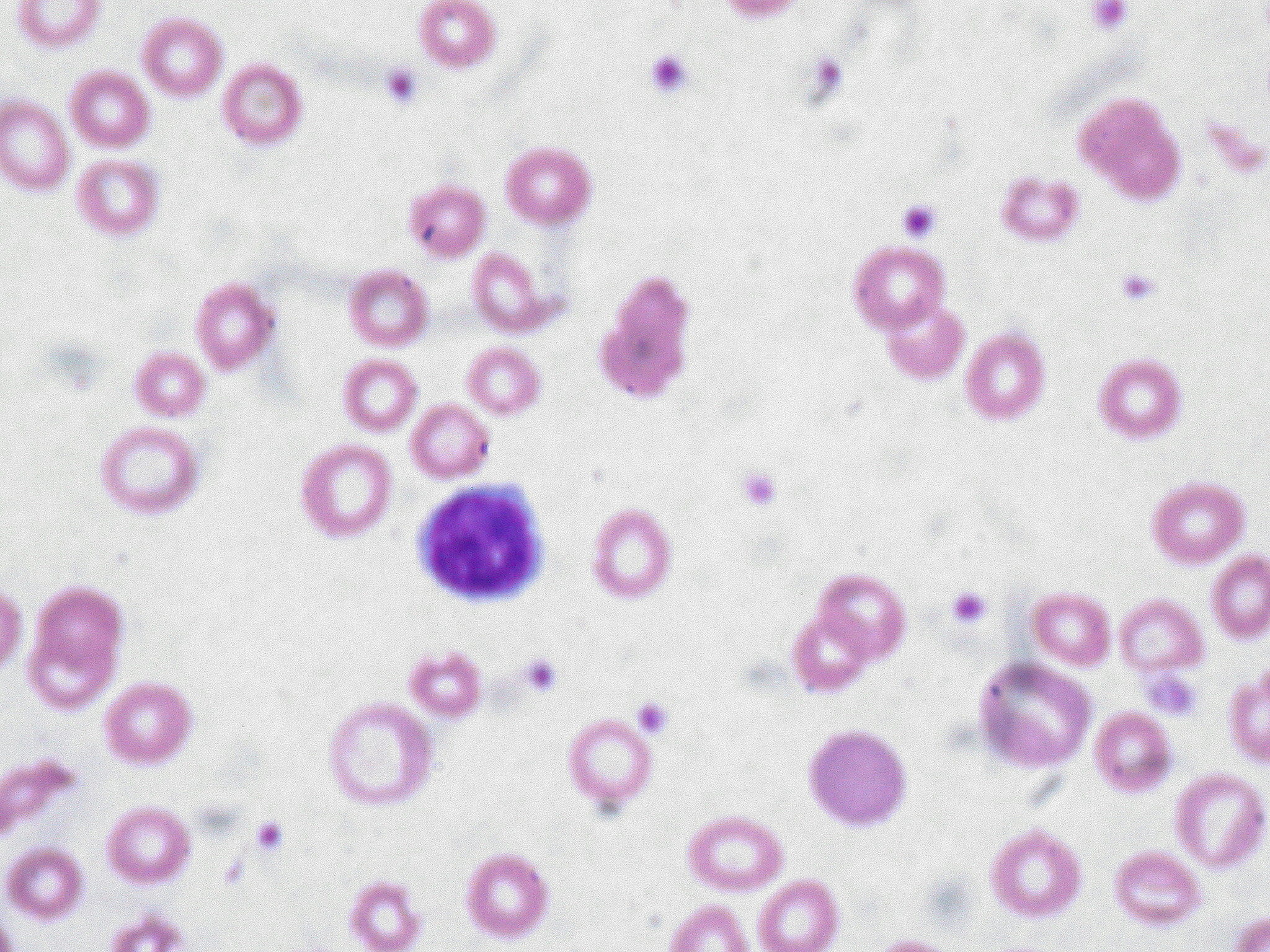
الفحص المجهري لمسحة الدم المحيطي لمريض يعاني من فقر الدم الناجم عن عوز الحديد

### التعريف
هناك عدد من التعريفات لفقر الدم؛ توفر المراجعات مقارنة وتباين بينها. التعريف الصارم ولكن الواسع هو الانخفاض المطلق في كتلة خلايا الدم الحمراء، ومع ذلك، فإن التعريف الأوسع هو انخفاض قدرة الدم على حمل الأكسجين. التعريف الإجرائي هو انخفاض في تركيز الهيموجلوبين في الدم الكامل لأكثر من انحرافين معياريين أقل من متوسط النطاق المرجعي المتطابق مع العمر والجنس.
من الصعب قياس كتلة خلايا الدم الحمراء مباشرة، لذلك غالبا ما يتم استخدام الهيماتوكريت (كمية كرات الدم الحمراء) أو الهيموجلوبين (Hb) في الدم بدلا من ذلك لتقدير القيمة بشكل غير مباشر. الهيماتوكريت؛ ومع ذلك، يعتمد على التركيز وبالتالي فهو ليس دقيقا تماما. على سبيل المثال، أثناء الحمل، تكون كتلة كرات الدم الحمراء للمرأة طبيعية ولكن بسبب زيادة حجم الدم، يتم تخفيف الهيموجلوبين والهيماتوكريت وبالتالي تنخفض.
يصنف فقر الدم أيضا حسب الشدة إلى خفيف (110 جم / لتر إلى طبيعي)، ومعتدل (80 جم / لتر إلى 110 جم / لتر)، وفقر الدم الحاد (أقل من 80 جم / لتر) لدى البالغين. يتم استخدام قيم مختلفة في الحمل والأطفال.

### الفحص
عادة ما يتم تشخيص فقر الدم عن طريق تعداد الدم الكامل. بصرف النظر عن الإبلاغ عن عدد خلايا الدم الحمراء ومستوى الهيموجلوبين، تقيس العدادات التلقائية أيضا حجم خلايا الدم الحمراء عن طريق قياس التدفق الخلوي، وهو أداة مهمة في التمييز بين أسباب فقر الدم. يمكن أن يكون فحص مسحة الدم باستخدام المجهر مفيدا أيضا، وأحيانا يكون ضروريا في بعض مناطق العالم حيث يصعب الوصول إلى التحليل الآلي.
| العمر أو الجنس          | تركيز الخضاب (g/dl) | تركيز الخضاب (mmol/l) |
| ----------------------- | ------------------- | --------------------- |
| أطفال (0.5-5.0 سنوات)   | 11.0                | 6.8                   |
| أطفال (5-12 سنوات)      | 11.5                | 7.1                   |
| أطفال (12-15 سنوات)     | 12.0                | 7.4                   |
| أنثى غير حامل (>15 سنة) | 12.0                | 7.4                   |
| أنثى حامل               | 11.0                | 6.8                   |
| ذكر (>15 سنة)           | 13.0                | 8.1                   |

يوفر أختبار الدم عددا من خلايا الدم البيضاء، خلايا الدم الحمراء، والصفائح الدموية. إذا كان الشخص مصابا بفقر الدم، فقد تحدد المزيد من الاختبارات نوعه، وما إذا كان له سبب خطير. على الرغم من ذلك، من الممكن الإشارة إلى التاريخ الجيني والتشخيص البدني. قد تشمل هذه الاختبارات أيضا مصل فيريتين، دراسات الحديد، فيتامين بي12، اختبارات جينية، وعينة نخاع العظم، إذا لزم الأمر.
أصبح عدد الخلايا الشبكية، والنهج «الحركي» لفقر الدم، أكثر شيوعا مما كان عليه في الماضي في المراكز الطبية الكبيرة في الولايات المتحدة وبعض الدول الغنية الأخرى، ويرجع ذلك جزئيا إلى أن بعض العدادات التلقائية لديها الآن القدرة على تضمين عدد الخلايا الشبكية. عدد الخلايا الشبكية هو مقياس كمي لإنتاج نخاع العظام لخلايا الدم الحمراء الجديدة. إذا لم يكن العد الآلي متاحا، فيمكن إجراء عدد الخلايا الشبكية يدويا بعد تلطيخ خاص لفيلم الدم.
عندما لا يكون السبب واضحا، يستخدم الأطباء اختبارات أخرى، مثل: سرعة ترسب الدم، ترانسفرين، حمض الفوليك في الدم، فصل كهربائي للهيموجلوبين، وأيضا تقييم وظائف الكلى (سيريوم الكرياتينين) على الرغم من أن الاختبارات ستعتمد على الفرضية السريرية التي يجري التحقيق فيها.

### معدل إنتاج كريات الدم الحمراء مقابل معدل تكسيرها
دراسة التغيرات الحيوية في مرض فقر الدم أوضحت كثيراً من الاستفسارات؛ مما جعلها الأساس المتخذ لتصنيف مرض فقر الدم. هذا التصنيف يعتمد على تقييم عدد من المقاييس الدموية، وخاصة عدد الخلايا الشبكية. حيث أتاح هذا تصنيفَ امراض فقر الدم على أساس نقص معدل إنتاج كريات الدم الحمراء مقابل زيادة في معدل تكسيرها أو فقدها. العلامات المخبرية لفقدان أو تكسير الخلايا يشمل تشوه في فيلم الدم الطرفي مع وجود العلامات المميزة للتكسير، ارتفاع نسبة انزيم نازعة هيدروجين اللاكتات (LDH) يعتبر على تكسير الخلايا. العلامات الطبية المصاحبة للنزيف مثل وجود دلالات على تكسر الدم في البراز، نتائج التصوير بالأشعة، أو وجود نزيف فعلي .
وفيما يلي تخطيط مبسط لهذا النهج :
|  |  |  |  |  |  |  |  |                                   |                                   | | | | | | | فقر الدم |  |  |  |                                        |                                        |                                                                                          |                                                                                          |                                                                                          |                                                                                          |                                                                                          |                                                                                          |  |  |  |  |  |  | | | | | | |  |  |  |  |  |  |  |  |  |  |  |  |  |  |  |  |  |  |  |  |  |  |  |  |  |  |  |  |  |  |
|  |  |  |  |  |  |  |  |                                   |                                   | | | | | | |          |  |  |  |                                        |                                        |                                                                                          |                                                                                          |                                                                                          |                                                                                          |                                                                                          |                                                                                          |  |  |  |  |  |  | | | | | | |  |  |  |  |  |  |  |  |  |  |  |  |  |  |  |  |  |  |  |  |  |  |  |  |  |  |  |  |  |  |
|  |  |  |  |  |  |  |  |                                   |                                   | | | | | | |          |  |  |  |                                        |                                        |                                                                                          |                                                                                          |                                                                                          |                                                                                          |                                                                                          |                                                                                          |  |  |  |  |  |  | | | | | | |  |  |  |  |  |  |  |  |  |  |  |  |  |  |  |  |  |  |  |  |  |  |  |  |  |  |  |  |  |  |
|  |  |  |  |  |  |  |  |                                   |                                   | استجابة الخلايا الشبكية مرتفعة تدل على استجابة ملائمة لفقدان الدم ويدل على حدوث نزيف أو انحلال بالدم دون مشكلة إنتاج كرات الدم الحمراء. | استجابة الخلايا الشبكية مرتفعة تدل على استجابة ملائمة لفقدان الدم ويدل على حدوث نزيف أو انحلال بالدم دون مشكلة إنتاج كرات الدم الحمراء. | استجابة الخلايا الشبكية مرتفعة تدل على استجابة ملائمة لفقدان الدم ويدل على حدوث نزيف أو انحلال بالدم دون مشكلة إنتاج كرات الدم الحمراء. | استجابة الخلايا الشبكية مرتفعة تدل على استجابة ملائمة لفقدان الدم ويدل على حدوث نزيف أو انحلال بالدم دون مشكلة إنتاج كرات الدم الحمراء. | استجابة الخلايا الشبكية مرتفعة تدل على استجابة ملائمة لفقدان الدم ويدل على حدوث نزيف أو انحلال بالدم دون مشكلة إنتاج كرات الدم الحمراء. | استجابة الخلايا الشبكية مرتفعة تدل على استجابة ملائمة لفقدان الدم ويدل على حدوث نزيف أو انحلال بالدم دون مشكلة إنتاج كرات الدم الحمراء. |          |  |  |  |                                        |                                        | استجابة الخلايا الشبكية منخفضة تدل على استجابة إنتاج غير كافية لفقر الدم.                | استجابة الخلايا الشبكية منخفضة تدل على استجابة إنتاج غير كافية لفقر الدم.                | استجابة الخلايا الشبكية منخفضة تدل على استجابة إنتاج غير كافية لفقر الدم.                | استجابة الخلايا الشبكية منخفضة تدل على استجابة إنتاج غير كافية لفقر الدم.                | استجابة الخلايا الشبكية منخفضة تدل على استجابة إنتاج غير كافية لفقر الدم.                | استجابة الخلايا الشبكية منخفضة تدل على استجابة إنتاج غير كافية لفقر الدم.                |  |  |  |  |  |  | | | | | | |  |  |  |  |  |  |  |  |  |  |  |  |  |  |  |  |  |  |  |  |  |  |  |  |  |  |  |  |  |  |
|  |  |  |  |  |  |  |  |                                   |                                   | استجابة الخلايا الشبكية مرتفعة تدل على استجابة ملائمة لفقدان الدم ويدل على حدوث نزيف أو انحلال بالدم دون مشكلة إنتاج كرات الدم الحمراء. | استجابة الخلايا الشبكية مرتفعة تدل على استجابة ملائمة لفقدان الدم ويدل على حدوث نزيف أو انحلال بالدم دون مشكلة إنتاج كرات الدم الحمراء. | استجابة الخلايا الشبكية مرتفعة تدل على استجابة ملائمة لفقدان الدم ويدل على حدوث نزيف أو انحلال بالدم دون مشكلة إنتاج كرات الدم الحمراء. | استجابة الخلايا الشبكية مرتفعة تدل على استجابة ملائمة لفقدان الدم ويدل على حدوث نزيف أو انحلال بالدم دون مشكلة إنتاج كرات الدم الحمراء. | استجابة الخلايا الشبكية مرتفعة تدل على استجابة ملائمة لفقدان الدم ويدل على حدوث نزيف أو انحلال بالدم دون مشكلة إنتاج كرات الدم الحمراء. | استجابة الخلايا الشبكية مرتفعة تدل على استجابة ملائمة لفقدان الدم ويدل على حدوث نزيف أو انحلال بالدم دون مشكلة إنتاج كرات الدم الحمراء. |          |  |  |  |                                        |                                        | استجابة الخلايا الشبكية منخفضة تدل على استجابة إنتاج غير كافية لفقر الدم.                | استجابة الخلايا الشبكية منخفضة تدل على استجابة إنتاج غير كافية لفقر الدم.                | استجابة الخلايا الشبكية منخفضة تدل على استجابة إنتاج غير كافية لفقر الدم.                | استجابة الخلايا الشبكية منخفضة تدل على استجابة إنتاج غير كافية لفقر الدم.                | استجابة الخلايا الشبكية منخفضة تدل على استجابة إنتاج غير كافية لفقر الدم.                | استجابة الخلايا الشبكية منخفضة تدل على استجابة إنتاج غير كافية لفقر الدم.                |  |  |  |  |  |  | | | | | | |  |  |  |  |  |  |  |  |  |  |  |  |  |  |  |  |  |  |  |  |  |  |  |  |  |  |  |  |  |  |
|  |  |  |  |  |  |  |  |                                   |                                   | | | | | | |          |  |  |  |                                        |                                        |                                                                                          |                                                                                          |                                                                                          |                                                                                          |                                                                                          |                                                                                          |  |  |  |  |  |  | | | | | | |  |  |  |  |  |  |  |  |  |  |  |  |  |  |  |  |  |  |  |  |  |  |  |  |  |  |  |  |  |  |
|  |  |  |  |  |  |  |  | فقر الدم صغير الكريات MCV < 80 fl | فقر الدم صغير الكريات MCV < 80 fl | فقر الدم صغير الكريات MCV < 80 fl | فقر الدم صغير الكريات MCV < 80 fl | فقر الدم صغير الكريات MCV < 80 fl | فقر الدم صغير الكريات MCV < 80 fl | | |          |  |  |  | فقر الدم السوي الكريات MCV 80 - 100 fl | فقر الدم السوي الكريات MCV 80 - 100 fl | فقر الدم السوي الكريات MCV 80 - 100 fl                                                   | فقر الدم السوي الكريات MCV 80 - 100 fl                                                   | فقر الدم السوي الكريات MCV 80 - 100 fl                                                   | فقر الدم السوي الكريات MCV 80 - 100 fl                                                   |                                                                                          |                                                                                          |  |  |  |  |  |  | فقر الدم كبير الكريات MCV > 100 fl                                                                               | فقر الدم كبير الكريات MCV > 100 fl                                                                               | فقر الدم كبير الكريات MCV > 100 fl                                                                               | فقر الدم كبير الكريات MCV > 100 fl                                                                               | فقر الدم كبير الكريات MCV > 100 fl                                                                               | فقر الدم كبير الكريات MCV > 100 fl                                                                               |  |  |  |  |  |  |  |  |  |  |  |  |  |  |  |  |  |  |  |  |  |  |  |  |  |  |  |  |  |  |
|  |  |  |  |  |  |  |  | فقر الدم صغير الكريات MCV < 80 fl | فقر الدم صغير الكريات MCV < 80 fl | فقر الدم صغير الكريات MCV < 80 fl | فقر الدم صغير الكريات MCV < 80 fl | فقر الدم صغير الكريات MCV < 80 fl | فقر الدم صغير الكريات MCV < 80 fl | | |          |  |  |  | فقر الدم السوي الكريات MCV 80 - 100 fl | فقر الدم السوي الكريات MCV 80 - 100 fl | فقر الدم السوي الكريات MCV 80 - 100 fl                                                   | فقر الدم السوي الكريات MCV 80 - 100 fl                                                   | فقر الدم السوي الكريات MCV 80 - 100 fl                                                   | فقر الدم السوي الكريات MCV 80 - 100 fl                                                   |                                                                                          |                                                                                          |  |  |  |  |  |  | فقر الدم كبير الكريات MCV > 100 fl                                                                               | فقر الدم كبير الكريات MCV > 100 fl                                                                               | فقر الدم كبير الكريات MCV > 100 fl                                                                               | فقر الدم كبير الكريات MCV > 100 fl                                                                               | فقر الدم كبير الكريات MCV > 100 fl                                                                               | فقر الدم كبير الكريات MCV > 100 fl                                                                               |  |  |  |  |  |  |  |  |  |  |  |  |  |  |  |  |  |  |  |  |  |  |  |  |  |  |  |  |  |  |
|  |  |  |  |  |  |  |  |                                   |                                   | أشهر الأسباب فقر الدم الناجم عن عوز الحديد فقر الدم الحديدي الأرومات ثلاسيميا فقر الدم الناتج من الأمراض المزمنة                        | أشهر الأسباب فقر الدم الناجم عن عوز الحديد فقر الدم الحديدي الأرومات ثلاسيميا فقر الدم الناتج من الأمراض المزمنة                        | أشهر الأسباب فقر الدم الناجم عن عوز الحديد فقر الدم الحديدي الأرومات ثلاسيميا فقر الدم الناتج من الأمراض المزمنة                        | أشهر الأسباب فقر الدم الناجم عن عوز الحديد فقر الدم الحديدي الأرومات ثلاسيميا فقر الدم الناتج من الأمراض المزمنة                        | أشهر الأسباب فقر الدم الناجم عن عوز الحديد فقر الدم الحديدي الأرومات ثلاسيميا فقر الدم الناتج من الأمراض المزمنة                        | أشهر الأسباب فقر الدم الناجم عن عوز الحديد فقر الدم الحديدي الأرومات ثلاسيميا فقر الدم الناتج من الأمراض المزمنة                        |          |  |  |  |                                        |                                        | أشهر الأسباب فقر الدم اللا تنسجي فشل كلوي فقر الدم الناتج من الأمراض المزمنة انحلال الدم | أشهر الأسباب فقر الدم اللا تنسجي فشل كلوي فقر الدم الناتج من الأمراض المزمنة انحلال الدم | أشهر الأسباب فقر الدم اللا تنسجي فشل كلوي فقر الدم الناتج من الأمراض المزمنة انحلال الدم | أشهر الأسباب فقر الدم اللا تنسجي فشل كلوي فقر الدم الناتج من الأمراض المزمنة انحلال الدم | أشهر الأسباب فقر الدم اللا تنسجي فشل كلوي فقر الدم الناتج من الأمراض المزمنة انحلال الدم | أشهر الأسباب فقر الدم اللا تنسجي فشل كلوي فقر الدم الناتج من الأمراض المزمنة انحلال الدم |  |  |  |  |  |  | أشهر الأسباب فقر الدم الناجم عن عوز فيتامين بي12 فقر الدم الناجم عن عوز حمض الفوليك المشروبات الكحولية فشل الكبد | أشهر الأسباب فقر الدم الناجم عن عوز فيتامين بي12 فقر الدم الناجم عن عوز حمض الفوليك المشروبات الكحولية فشل الكبد | أشهر الأسباب فقر الدم الناجم عن عوز فيتامين بي12 فقر الدم الناجم عن عوز حمض الفوليك المشروبات الكحولية فشل الكبد | أشهر الأسباب فقر الدم الناجم عن عوز فيتامين بي12 فقر الدم الناجم عن عوز حمض الفوليك المشروبات الكحولية فشل الكبد | أشهر الأسباب فقر الدم الناجم عن عوز فيتامين بي12 فقر الدم الناجم عن عوز حمض الفوليك المشروبات الكحولية فشل الكبد | أشهر الأسباب فقر الدم الناجم عن عوز فيتامين بي12 فقر الدم الناجم عن عوز حمض الفوليك المشروبات الكحولية فشل الكبد |  |  |  |  |  |  |  |  |  |  |  |  |  |  |  |  |  |  |  |  |  |  |  |  |  |  |  |  |  |  |

### حجم خلايا الدم الحمراء
في المنهج المورفولوجي، يصنف فقر الدم بحسب حجم كريات الدم الحمراء وذلك يحدث إما تلقائي أو بالفحص المجهري. يتم التعبير عن حجم كرات الدم الحمراء بالمصطلح متوسط حجم الكريات. إذا كانت الخلايا أصغر من الحجم الطبيعي (أقل من 80fl)، يطلق على فقر الدم باسم فقر الدم صغير الكريات؛ إذا كان الحجم عاديا (الطبيعي) (80-100 fl) يسمى فقر الدم سوي الكريات؛ وإذا كانت أكبر من المعتاد (الطبيعي) (أي ما يزيد على 100 fl) يسمى فقر الدم كبير الكريات.
المخطط التالي يوضح كيفية الربط بين فقر الدم وحجم كرات الدم الحمراء كنقطة انطلاق:

|  |  |  |  |  |  |  |  |                                     |                                     |                                     |                                     |                                     |                                     |  |  |                          |                          |                          |                          |                          |                          | فقر الدم |  |                                        |                                        |                                        |                                        |                                        |                                        |  |  |                          |                          |                          |                          |                          |                          |  |  |                                      |                                      |                                      |                                      |                                      |                                      |  |  |  |  |  |  |  |  |  |  |  |  |  |  |  |  |  |  |
|  |  |  |  |  |  |  |  |                                     |                                     |                                     |                                     |                                     |                                     |  |  |                          |                          |                          |                          |                          |                          |          |  |                                        |                                        |                                        |                                        |                                        |                                        |  |  |                          |                          |                          |                          |                          |                          |  |  |                                      |                                      |                                      |                                      |                                      |                                      |  |  |  |  |  |  |  |  |  |  |  |  |  |  |  |  |  |  |
|  |  |  |  |  |  |  |  |                                     |                                     |                                     |                                     |                                     |                                     |  |  |                          |                          |                          |                          |                          |                          |          |  |                                        |                                        |                                        |                                        |                                        |                                        |  |  |                          |                          |                          |                          |                          |                          |  |  |                                      |                                      |                                      |                                      |                                      |                                      |  |  |  |  |  |  |  |  |  |  |  |  |  |  |  |  |  |  |
|  |  |  |  |  |  |  |  | فقر الدم الصغير الكريات MCV < 80 fl | فقر الدم الصغير الكريات MCV < 80 fl | فقر الدم الصغير الكريات MCV < 80 fl | فقر الدم الصغير الكريات MCV < 80 fl | فقر الدم الصغير الكريات MCV < 80 fl | فقر الدم الصغير الكريات MCV < 80 fl |  |  |                          |                          |                          |                          |                          |                          |          |  | فقر الدم السوي الكريات MCV 80 - 100 fl | فقر الدم السوي الكريات MCV 80 - 100 fl | فقر الدم السوي الكريات MCV 80 - 100 fl | فقر الدم السوي الكريات MCV 80 - 100 fl | فقر الدم السوي الكريات MCV 80 - 100 fl | فقر الدم السوي الكريات MCV 80 - 100 fl |  |  |                          |                          |                          |                          |                          |                          |  |  | فقر الدم الكبير الكريات MCV > 100 fl | فقر الدم الكبير الكريات MCV > 100 fl | فقر الدم الكبير الكريات MCV > 100 fl | فقر الدم الكبير الكريات MCV > 100 fl | فقر الدم الكبير الكريات MCV > 100 fl | فقر الدم الكبير الكريات MCV > 100 fl |  |  |  |  |  |  |  |  |  |  |  |  |  |  |  |  |  |  |
|  |  |  |  |  |  |  |  | فقر الدم الصغير الكريات MCV < 80 fl | فقر الدم الصغير الكريات MCV < 80 fl | فقر الدم الصغير الكريات MCV < 80 fl | فقر الدم الصغير الكريات MCV < 80 fl | فقر الدم الصغير الكريات MCV < 80 fl | فقر الدم الصغير الكريات MCV < 80 fl |  |  |                          |                          |                          |                          |                          |                          |          |  | فقر الدم السوي الكريات MCV 80 - 100 fl | فقر الدم السوي الكريات MCV 80 - 100 fl | فقر الدم السوي الكريات MCV 80 - 100 fl | فقر الدم السوي الكريات MCV 80 - 100 fl | فقر الدم السوي الكريات MCV 80 - 100 fl | فقر الدم السوي الكريات MCV 80 - 100 fl |  |  |                          |                          |                          |                          |                          |                          |  |  | فقر الدم الكبير الكريات MCV > 100 fl | فقر الدم الكبير الكريات MCV > 100 fl | فقر الدم الكبير الكريات MCV > 100 fl | فقر الدم الكبير الكريات MCV > 100 fl | فقر الدم الكبير الكريات MCV > 100 fl | فقر الدم الكبير الكريات MCV > 100 fl |  |  |  |  |  |  |  |  |  |  |  |  |  |  |  |  |  |  |
|  |  |  |  |  |  |  |  |                                     |                                     |                                     |                                     |                                     |                                     |  |  |                          |                          |                          |                          |                          |                          |          |  |                                        |                                        |                                        |                                        |                                        |                                        |  |  |                          |                          |                          |                          |                          |                          |  |  |                                      |                                      |                                      |                                      |                                      |                                      |  |  |  |  |  |  |  |  |  |  |  |  |  |  |  |  |  |  |
|  |  |  |  |  |  |  |  |                                     |                                     |                                     |                                     |                                     |                                     |  |  | عد الخلايا الشبكية منخفض | عد الخلايا الشبكية منخفض | عد الخلايا الشبكية منخفض | عد الخلايا الشبكية منخفض | عد الخلايا الشبكية منخفض | عد الخلايا الشبكية منخفض |          |  |                                        |                                        |                                        |                                        |                                        |                                        |  |  | عد الخلايا الشبكية مرتفع | عد الخلايا الشبكية مرتفع | عد الخلايا الشبكية مرتفع | عد الخلايا الشبكية مرتفع | عد الخلايا الشبكية مرتفع | عد الخلايا الشبكية مرتفع |  |  |                                      |                                      |                                      |                                      |                                      |                                      |  |  |  |  |  |  |  |  |  |  |  |  |  |  |  |  |  |  |

هناك خصائص أخرى في فيلم الدم الطرفى قد توفر أدلة قيمة لتشخيص أكثر دقة، فعلى سبيل المثال، خلايا الدم البيضاء غير طبيعية قد تشير إلى مشكلة في النخاع العظمي.

#### فقر الدم صغير الكريات
فقر الدم صغير الكريات هو في المقام الأول نتيجة لفشل/قصور تخليق الهيموجلوبين، والذي يمكن أن يحدث بسبب العديد من المسببات:
- عيب في تكوين الهيم
  - فقر الدم الناجم عن عوز الحديد (فقر الدم صغير الكريات ليس موجود دائما)
  - فقر الدم المرافق للأمراض المزمنة (يظهر بشكل أكثر شيوعا على أنه فقر الدم سوي الكريات)
- عيب في تكوين الجلوبين
  - أنيميا البحر المتوسط (الثلاسيميا) المتلازمتان ألفا وبيتا
  - متلازمة الهيموجلوبين من النوع-E
  - متلازمة الهيموجلوبين من النوع-C
  - العديد من أمراض الهيموجلوبين غير المستقرة الأخرى
- عيب الأرومات الحديدي
  - فقر الدم الحديدي الأرومات الوراثي
  - فقر الدم الحديدي الأورمات المكتسب، بما في ذلك سمية الرصاص
  - فقر الدم الأرومات الحديدي القابل للعكس

فقر الدم الناجم عن عوز الحديد هو النوع الأكثر شيوعا من فقر الدم بشكل عام وله العديد من الأسباب. غالبا ما تظهر كرات الدم الحمراء ناقصة اللون (أكثر شحوبا من المعتاد) ومتناهية الصغر (أصغر من المعتاد) عند عرضها باستخدام المجهر.

#### فقر الدم كبير الكريات
- فقر الدم الضخم الأرومات، وهو السبب الأكثر شيوعا لفقر الدم كبير الكريات، يرجع إلى نقص فيتامين بي12، حمض الفوليك، أو كليهما.[49] يمكن أن يكون نقص حمض الفوليك أو فيتامين بي12 إما بسبب عدم كفاية المدخول أو عدم كفاية الامتصاص. لا ينتج عن نقص حمض الفوليك عادة أعراضا عصبية، في حين أن نقص فيتامين بي12 يحدث عنه ذلك.
  - فقر الدم الخبيث يحدث بسبب نقص العامل الجوهري، وهو مطلوب لامتصاص فيتامين بي12 من الطعام. قد ينشأ نقص العامل الجوهري من حالة المناعة الذاتية التي تستهدف الخلايا الجدارية (التهاب المعدة الضموري) التي تنتج عاملا جوهريا أو ضد العامل الجوهري نفسه. هذه تؤدي إلى سوء امتصاص فيتامين بي12.
  - يمكن أن يحدث فقر الدم كبير الكريات أيضا بسبب إزالة الجزء الوظيفي من المعدة، كما هو الحال أثناء جراحة تحويل مسار المعدة، مما يؤدي إلى انخفاض امتصاص فيتامين بي12/حمض الفوليك. لذلك، يجب أن يكون المرء دائما على دراية بفقر الدم بعد هذا الإجراء.
- قصور الدرقية
- عادة ما يسبب إدمان الكحول كبر الكريات، وإن لم يكن مصحوبا بفقر الدم على وجه التحديد. يمكن أن تسبب أنواع أخرى من أمراض الكبد أيضا بكبر الكريات.
- بعض الادوية مثل الميثوتركسيت، زيدوفودين، وغيرها من الأدوية التي تمنع تنسُّخ الدنا.

يمكن تقسيم فقر الدم كبير الكريات إلى «فقر الدم الضخم الأرومات» أو «فقر الدم غير الضخم الأرومات». سبب فقر الدم الضخم الأرومات هو في المقام الأول فشل تخليق الحمض النووي مع تخليق الحمض النووي الريبي المحفوظ، مما يؤدى إلى تحديد انقسام الخلايا الأولية. فقر الدم ضخم الأرومات غالبا ما يكون مصحوبا بوجود خلايا دم بيضاء ذات النواة المقسمة إلى اجزاء كثيرة (6-10 أجزاء). يحتوي فقر الدم غير الضخم الأرومات على مسببات مختلفة (عدم وجد خلل في تخليق الجلوبين الحمض النووي)، والتي تحدث، على سبيل المثال، في إدمان الكحول. بالإضافة إلى الأعراض غير المحددة لفقر الدم، تشمل السمات المحددة لنقص فيتامين بي12 الاعتلال العصبي المحيطي والتنكس المشترك تحت الحاد للحبل الشوكي مع صعوبات التوازن الناتجة عن أمراض الحبل الشوكي العمود الخلفي.

#### فقر الدم سوي الكريات
يحدث فقر الدم سوي الكريات عندما تنخفض مستويات الهيموجلوبين الإجمالية، ولكن حجم خلايا الدم الحمراء (الحجم الكروي الوسطي) لا يزال طبيعيا. تشمل الأسباب ما يلي:
- فقدان الدم النزفي الحاد
- فقر الدم المرافق للأمراض المزمنة
- فقر الدم اللاتنسجي (فشل النخاع العظمي)
- فقر الدم الانحلالي

#### فقر الدم ثنائي الشكل
عندما يحدث سببان لفقر الدم معا في وقت واحد، على سبيل المثال فقر الدم كبير الكريات ضعيفة الصبغة بسبب الإصابة بدودة شصية التي تؤدي إلى نقص كل من الحديد وفيتامين بي12 أو حمض الفوليك أو بعد عملية نقل الدم يمكن ملاحظة اختلال في أكثر من عامل من معاملات كريات الدم الحمراء. الدليل على وجود أسباب متعددة هو زيادة قطر كريات الدم الحمراء والذي يؤخذ كمعيار لزيادة حجم كريات الدم الحمراء.

#### فقر الدم ذو أجسام هاينز
تتشكل أجسام هاينز في سيتوبلازم خلايا الدم الحمراء وتظهر كنقاط داكنة صغيرة تحت المجهر. في الحيوانات، فقر الدم في جسم هاينز له العديد من الأسباب. قد يكون مستحثا بالعقاقير، على سبيل المثال في القطط والكلاب بواسطة الأسيتامينوفين (الباراسيتامول)، أو قد يكون سببه تناول نباتات مختلفة أو مواد أخرى:
- في القطط والكلاب بعد تناول النباتات النيئة أو المطبوخة من جنس الثوم، على سبيل المثال، البصل أو الثوم.[52]
- في الكلاب بعد تناول الزنك، على سبيل المثال، بعد تناول البنسات الأمريكية التي تم سكها بعد عام 1982.[51]
- في الخيول التي تأكل أوراق القيقب الحمراء الجافة أو الذائبة.[53]

### فرط فقر الدم
فرط فقر الدم هو شكل حاد من فقر الدم، حيث يكون الهيماتوكريت أقل من 10٪.

## العلاج
يعتمد علاج فقر الدم على السبب والخطورة. ستحل مكملات الفيتامينات المعطاة عن طريق الفم (حمض الفوليك أو فيتامين بي12) أو العضل (فيتامين بي12) محل أوجه القصور المحددة.

### الحديد عن طريق الفم
نقص الحديد الغذائي شائع في الدول النامية. يقدر أن ثلثي الأطفال والنساء في سن الإنجاب في معظم الدول النامية يعانون من نقص الحديد دون فقر الدم؛ ثلثهم يعانون من نقص الحديد مع فقر الدم. نقص الحديد بسبب عدم كفاية تناول الحديد الغذائي نادر الحدوث لدى الرجال والنساء بعد انقطاع الطمث. يفرض تشخيص نقص الحديد البحث عن المصادر المحتملة لفقدان الدم، مثل نزيف الجهاز الهضمي من القرحة أو عدوى الملوية البوابية (جرثومة المعدة).
يتم علاج فقر الدم الخفيف إلى المتوسط الناجم عن عوز الحديد عن طريق مكملات الحديد عن طريق الفم مع كبريتات الحديد، فومارات الحديد، أو غلوكونات الحديد. لقد ثبت أن مكملات الحديد اليومية فعالة في الحد من فقر الدم لدى النساء في سن الإنجاب. عند تناول مكملات الحديد، عادة ما يحدث اضطراب في المعدة أو سواد البراز. يمكن تخفيف اضطراب المعدة عن طريق تناول الحديد مع الطعام؛ ومع ذلك، فإن هذا يقلل من كمية الحديد الممتص. يساعد فيتامين سي في قدرة الجسم على امتصاص الحديد، لذا فإن تناول مكملات الحديد عن طريق الفم مع عصير البرتقال مفيد.
في فقر الدم الناجم عن أمراض الكلى المزمنة، يوصى باستخدام الإريثروبويتين المؤتلف أو إيبويتين ألفا لتحفيز إنتاج خلايا الدم الحمراء، وإذا كان نقص الحديد والالتهاب موجودين أيضا، يوصى أيضا بالحديد بالحقن المتزامن.

### الحديد عن طريق الحقن
في الحالات التي ثبت فيها أن الحديد عن طريق الفم إما غير فعال، سيكون بطيئا جدا (على سبيل المثال، قبل الجراحة)، أو حيث يتم إعاقة الامتصاص (على سبيل المثال في حالات الالتهاب)، يمكن استخدام مستحضرات الحديد بالحقن. يمكن للحديد الوريدي تحسين مخازن الحديد بسرعة وهو فعال أيضا لعلاج الأشخاص الذين يعانون من نزيف ما بعد الولادة ومرض التهاب الأمعاء وفشل القلب المزمن. يمكن للجسم امتصاص ما يصل إلى 6 ملغ من الحديد يوميا من الجهاز الهضمي. في كثير من الحالات، يعاني المريض من عجز يزيد عن 1000 ملغ من الحديد والذي يتطلب عدة أشهر لاستبداله. يمكن إعطاء هذا بالتزامن مع الإريثروبويتين لضمان كمية كافية من الحديد لزيادة معدلات تكون الكريات الحمر.

### نقل الدم
لا ينصح بعمليات نقل الدم في أولئك الذين ليس لديهم أعراض حتى يكون الهيموغلوبين أقل من 60 إلى 80 جم / لتر (6 إلى 8 جم / ديسيلتر). في أولئك الذين يعانون من مرض الشريان التاجي الذين لا ينزفون بنشاط، يوصى بنقل الدم فقط عندما يكون الهيموغلوبين أقل من 70 إلى 80 جم / لتر (7 إلى 8 جم / ديسيلتر). النقل في وقت مبكر لا يحسن البقاء على قيد الحياة. بخلاف ذلك، لا ينبغي إجراء عمليات نقل الدم إلا في حالات عدم استقرار القلب والأوعية الدموية.
خلصت مراجعة أجريت عام 2012 إلى أنه عند النظر في عمليات نقل الدم لفقر الدم لدى الأشخاص المصابين بسرطان متقدم والذين يعانون من التعب وضيق التنفس (لا علاقة له بعلاج السرطان أو النزيف)، ينبغي النظر فيما إذا كانت هناك استراتيجيات بديلة يمكن تجربتها قبل نقل الدم.

### فيتامين بي12عن الطريق الحقن العضلي
في كثير من الحالات، يتم اللجوء إلى فيتامين بي12 عن طريق الحقن العضلي في الحالات الشديدة أو عندما يكون هنالك سبب يعيق امتصاص فيتامين بي12-الغذائي. لا يمكن منع فقر الدم الخبيث الناجم عن فقدان العامل الجوهري. إذا تم العثور على سبب قابل للعكس من نقص فيتامين بي12، فيجب تصحيح هذا السبب إن أمكن.
عادة ما يتم علاج فقر الدم الناجم عن عوز فيتامين بي12 بسهولة من خلال توفير المستوى اللازم من مُكملات فيتامين بي12. الحقن سريعة المفعول، وعادة ما تختفي الأعراض في غضون أسبوع إلى عدة أشهر. في البداية تعطى بجرعات يومية عالية، تليها جرعات أقل، تواترا مع تحسن الحالة. يحدث التعافي طالما تم تحقيق اشباع الجسم من فيتامين بي12. يؤدي العلاج العضلي إلى تحسن أسرع ويجب مراعاته في المرضى الذين يعانون من نقص شديد أو أعراض عصبية حادة. يجب أن يبدأ العلاج على وجه السرعة للأعراض العصبية الشديدة، لان بعض التغييرات يمكن أن تصبح دائمة. عند بعض الأشخاص قد تكون هناك حاجة إلى العلاج مدى الحياة.

### التزويد بالأكسجين ذو الضغط العالي
يتم التعرف على علاج فقدان الدم الاستثنائي كمؤشر على الأكسجين عالي الضغط (HBO) من قبل الجمعية الطبية تحت سطح البحر والضغط العالي. يشار إلى استخدام HBO عندما لا يكون توصيل الأكسجين إلى الأنسجة كافيا في المرضى الذين لا يمكن إعطاؤهم عمليات نقل الدم لأسباب طبية أو دينية. يمكن استخدام HBO لأسباب طبية عندما يكون التهديد بعدم توافق منتجات الدم أو القلق من الأمراض المعدية من العوامل. قد تتطلب معتقدات بعض الأديان (على سبيل المثال: شهود يهوه) استخدام طريقة HBO. وجدت مراجعة أجريت عام 2005 لاستخدام HBO في فقر الدم الحاد أن جميع المنشورات أبلغت عن نتائج إيجابية.

### فقر الدم قبل الجراحة
يعاني ما يقدر بنحو 30٪ من البالغين الذين يحتاجون إلى جراحة غير قلبية من فقر الدم. من أجل تحديد العلاج المناسب قبل الجراحة، يقترح تحديد سبب فقر الدم أولا. هناك أدلة طبية متوسطة المستوى تدعم مزيجا من مكملات الحديد وعلاج الإريثروبويتين للمساعدة في تقليل الحاجة إلى عمليات نقل خلايا الدم الحمراء بعد الجراحة لدى أولئك الذين يعانون من فقر الدم قبل الجراحة.

## المضاعفات
إذا كان فقر الدم شديدا أو ترك دون علاج، يمكن أن يسبب عددا من المضاعفات، يمكن أن يؤدي أيضًا إلى تفاقم الحالات الطبية الأساسية الأخرى وتقليل فعالية العلاجات لهم. قد تشمل المضاعفات التعب الدائم الذي يؤدي إلى انخفاض الإنتاجية؛ ضعف جهاز المناعة؛ تسارع نبضات القلب وعدم انتظامها، وقد يؤدي هذا إلى فشل القلب؛ والعديد من المضاعفات الأخرى اعتمادا على السبب الدفين. يمكن أن يؤدي فقر الدم الناجم عن عوز فيتامين بي12 إلى العقم المؤقت، وتلف دائم للجهاز العصبي والدماغ. قد تؤدي أنواع معينة من فقر الدم مثل مرض الخلايا المنجلية إلى الألم المزمن، السكتة الدماغية، والنخر اللاوعائي. قد يؤدي فقدان الكثير من الدم بسرعة إلى فقر الدم الشديد والذي يمكن ان يؤدي إلى حالة مهدده للحياة، والوفاة.

## الوبائيات
يؤثر فقر الدم على 27٪ من سكان العالم حيث يمثل فقر الدم الناجم عن عوز الحديد أكثر من 60٪ منه. يؤثر فقر الدم الناجم عن عوز الحديد من الدرجة المعتدلة على ما يقرب من 610 ملايين شخص في جميع أنحاء العالم أو 8.8٪ من السكان. إنه أكثر شيوعا قليلا في الإناث (9.9٪) من الذكور (7.8٪). يؤثر فقر الدم الخفيف الناجم عن عوز الحديد على 375 مليون آخرين. فقر الدم الحاد منتشر على مستوى العالم، وخاصة في أفريقيا جنوب الصحراء الكبرى حيث يرتبط بالعدوى بما في ذلك الملاريا والالتهابات البكتيرية الغازية.

## تاريخ
اكتُشفت علامات فقر الدم الشديد في العظام البشرية منذ 4000 عام في تايلاند.